# Осада Рима (1849)
Осада Рима (ит. Assedio di Roma) проходила с 3 июня по 2 июля 1849 года и закончилась оккупацией Рима французскими войсками под командованием генерала Шарля Удино, посланными президентом Второй Французской республики Луи-Наполеоном, которые установили временное военное правительство в ожидании возвращения папы Пия IX.
Бежав 24 ноября 1848 года в неаполитанскую крепость Гаэту папа Пий IX принял предложения защиты от великих иностранных держав. В Риме новая ассамблея 9 февраля проголосовала за «основной декрет» о провозглашении Римской республики.
Первым отреагировал Луи-Наполеон, который 24 апреля высадил французский экспедиционный корпус во главе с генералом Удино в Чивитавеккье. Последний предпринял попытку штурма Рима утром 30 апреля у ворот Сан-Панкрацио, ворот Кавалледжери и у стен Ватикана, но потерпел сокрушительное поражение. Он отошел в Чивитавеккью и попросил подкрепления. Римская ассамблея постановила сопротивляться до победного конца. Затем боевые действия прекратились и начались переговоры. За это время в мае римляне во главе с Гарибальди отбили наступление неаполитанских войск при Палестрине и Валлети.
Получив в подкрепление две бригады, армия Удино, которая теперь насчитывала 10 000 человек, была готова к наступлению и середине мая снова подошла к Риму. Подкрепления продолжали прибывать, и к 22 мая примерно 20 000 французов были организованы в 3 дивизии. К 3 июня, дню атаки, французская армия насчитывала 30 000 человек, 4 000 кавалеристов, поддерживаемых мощной артиллерией (около десяти батарей, разделенных на осадную и полевую артиллерию) и тысячей сапёров.
Между тем, 1 июня, следуя приказам французского правительства, Удино решил нарушить перемирие, одобренное ассамблеей Рима накануне и сосредоточил основную часть своих войск на холме Яникул. В ночь со 2 на 3 июня французы начали штурм виллы Памфили и виллы Корсини (в ходе боёв был тяжело ранен Гоффредо Мамели) и захватили Понте Мильвио. Ночью с 4 на 5 июня была заложена первая осадная траншея. 5 июня был взят так называемый Дом с шестью зелеными ставнями.
После нескольких дней, в течение которых вылазки римлян (12 июня) и небольшие атаки войск Удино следовали одна за другой, утром 13 июня французская артиллерия начала бомбардировку города. Французская артиллерия не давала защитникам передышки, обстреливая прежде всего Васчелло, прилегающую территорию, Сан-Пьетро-ин-Монторио, стены и, реже, сам город. За несколько дней многие бастионы были сильно повреждены, а непрерывный обстрел предотвращал попытки ремонта. Тем временем осаждающие продолжали рыть траншеи для приближения к городским стенам со скоростью примерно 70-80 метров в сутки.
После того как были пробиты бреши в римских стенах, в ночь с 21 на 22 июня Удино начал серию атак: хотя провалился захват дома Джакометти возле Васчелло, но французы заняли часть центральных бастионов (6-й и 7-й) и бастионов Барберини, вдоль Порта Портезе, что открыло им путь к Трастевере.
Мадзини, которого поддерживал генерал Пьетро Роселли, хотел контратаки уже днем или на следующее утро, но Гарибальди, заручившийся к тому времени согласием всей армии и добровольцев, счел более разумным сократить периметр обороны. Прежде всего, он позаботился об укреплении дома Саворелли, обороняемого Манаре, и виллы Спада, доверенной под защиту Сакки и Зампиери. Отсюда он попытался 22-го штурмовать дом Барберини, взятого и потерянного.
26-го, после продолжительной бомбардировки, французы атаковали Васчелло (дом Джакометти был взят двумя днями ранее), но Медичи и его добровольцы снова отбили атаку. Вилла была теперь разрушена французской артиллерией и стала единственным оплотом за стенами Рима. В ночь на 28-е также была отбита очередная атака на Васчелло.
В ночь с 29 на 30 июня французы под командованием полковника Эспинаса, построенные в две колонны, бесшумно атаковали и захватили бастион № 8, затем практически беспрепятственно добрались до Виллы Спада. Одновременно французские пушки продолжали обстреливать римские позиции. До конца дня шли ожесточённые бои за виллы Спада, Саворелли, Васчелло, которые были оставлены защитниками утром 1 июля.
На заседании ассамблеи Мадзини заявил, что альтернативой является полная капитуляция или сражение в городе с последующими разрушениями и грабежами. Затем прибыл Гарибальди и подтвердил, что любое сопротивление бесполезно. Ассамблея объявила оборону невозможной и приняла отставку триумвирата. Около 4000 вооруженных людей (около двух третей республиканских защитников) 2 июля, в 8 часов вечера, покинули город во главе с Гарибальди. В Рим вступила оккупационная французская армия.